# 1958 (numero)
Millenovecentocinquantotto (1958) è il numero naturale dopo il 1957 e prima del 1959.

## Proprietà matematiche
- È un numero pari.
- È un numero composto da 8 divisori: 1, 2, 11, 22, 89, 178, 979, 1958. Poiché la somma dei suoi divisori (escluso il numero stesso) è 1282 < 1958, è un numero difettivo.
- È un numero sfenico.
- È un numero congruente.
- È un numero palindromo e un numero ondulante nel sistema posizionale a base 15 (8A8).
- È un numero intoccabile.
- È un numero intero privo di quadrati.
- È un numero odioso.
- È parte delle terne pitagoriche (858, 1760, 1958), (1958, 7800, 8042), (1958, 10680, 10858), (1958, 87120, 87142), (1958, 958440, 958442).

## Astronomia
- 1958 Chandra è un asteroide della fascia principale del sistema solare.

## Astronautica
- Cosmos 1958 è un satellite artificiale russo.